# Hängender Stein
Hängender Stein är en kulle i Österrike.   Den ligger i distriktet Gmünd och förbundslandet Niederösterreich, i den nordöstra delen av landet, 110 km nordväst om huvudstaden Wien. Toppen på Hängender Stein är 607 meter över havet.
Terrängen runt Hängender Stein är huvudsakligen platt. Närmaste större samhälle är Heidenreichstein, 3,1 km nordväst om Hängender Stein. 
Trakten runt Hängender Stein består till största delen av jordbruksmark. Runt Hängender Stein är det ganska glesbefolkat, med 32 invånare per kvadratkilometer.